# Kościół św. Józefa w Szeszolach
Kościół św. Józefa w Szeszolach – katolicki kościół w Szeszolach, (Litwa).
Fundatorem drewnianego kościoła postawionego w 1751 był Michał Jan Zienkowicz, biskup wileński.
Budynek, zbudowany na planie prostokąta, ma pięciobocznie zamknięte prezbiterium. Po bokach fasady stoją dwie czworoboczne, dwukondygnacyjne wieże z barokowymi hełmami. Między wieżami znajduje się półkolisty fronton, nad którym wzniesiono malutką wieżyczkę.
Teren kościoła otacza ogrodzenie murowane z kamieni. W rogu ogrodzenia znajduje się wbudowana dwukondygnacyjna, drewniana dzwonnica, zbudowana w 1872.
W wyposażeniu kościoła znajduje się 8 ołtarzy, ambona i polichromie na ścianach.

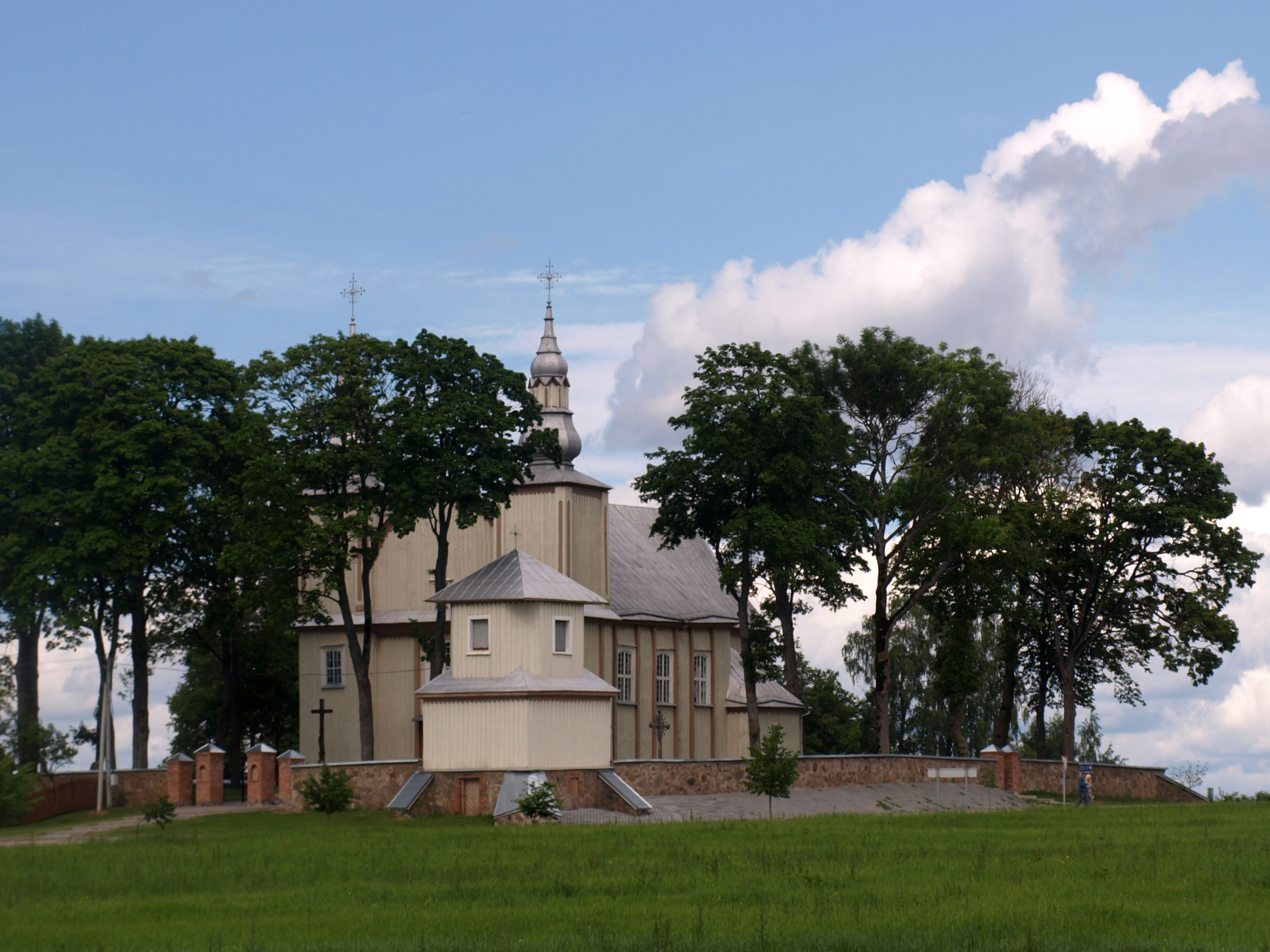